# Hassan Akesbi

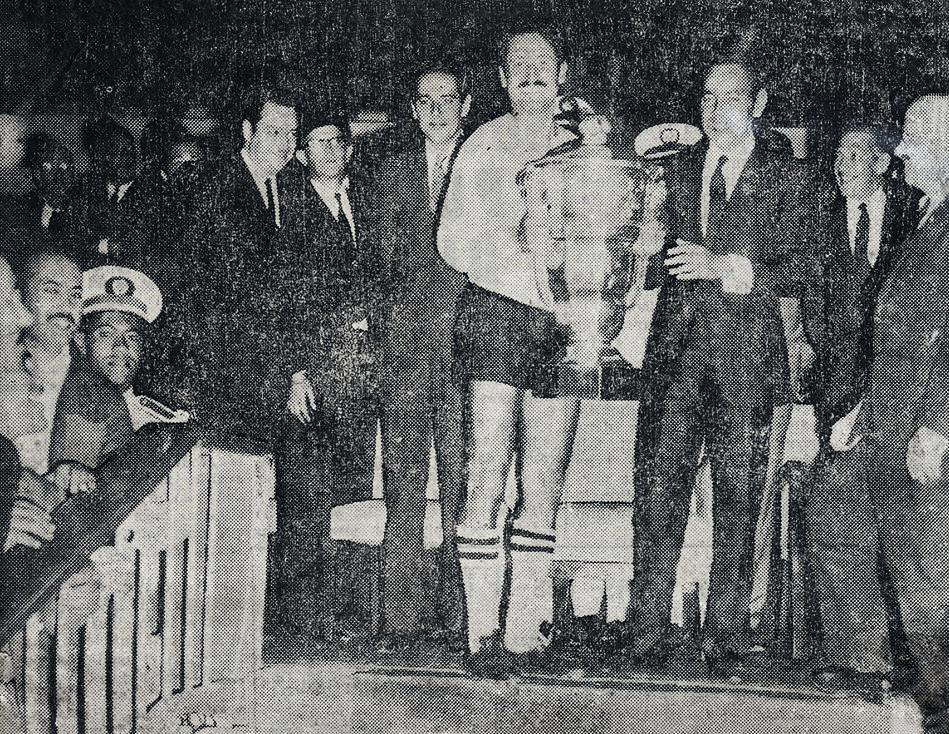
Hassan Akesbi im FUS-Rabat-Trikot mit der Trophäe aus dem Throne Cup, 1967.

Hassan Akesbi (* 5. Dezember 1934 in Tanger; † 9. November 2024) war ein marokkanischer Fußballspieler, der überwiegend in Frankreich spielte und dort bis heute (Stand: November 2024) zu den erfolgreichsten Torjägern aller Zeiten in der höchsten Spielklasse gehört.

## Die Vereinskarriere
Der nur 1,73 m große und 62 kg leichte Mittelstürmer begann 1950 in seiner damals unter internationaler Kontrolle stehenden Geburtsstadt bei Sevilliana Tanger und wechselte dann zu dem traditionsreichen FUS Rabat. Hier wurden spanische und französische Klubs auf den eleganten Angreifer aufmerksam, dessen „Markenzeichen“ ein feiner Oberlippenbart war, aber er blieb zunächst in Marokko. Erst mit 20 Jahren vollzog er den Schritt in den professionellen Fußball: Ab der Saison 1955/56 spielte er für Olympique Nîmes, dessen gleichfalls aus dem Maghreb stammender Trainer Kader Firoud sich für Akesbis Verpflichtung starkgemacht hatte.
In Nîmes gelang es ihm auf Anhieb, seine Qualitäten zur Geltung zu bringen: In den folgenden sechs Jahren gehörte er immer zu den erfolgreichsten zehn Torjägern der Division 1 und erzielte bis 1961 durchschnittlich 20 Saisontreffer. 1959 wurde er zweit-, 1961 drittbester Ligatorschütze, spielte zudem für die marokkanische Fußballnationalmannschaft. Aber zu einem Titelgewinn reichte seine Treffsicherheit in all den Jahren trotzdem nicht: Dreimal nacheinander (1958–1960) wurde die Elf aus dem Languedoc Vizemeister, und auch im Pokal musste Akesbis Klub sich zweimal im Endspiel geschlagen geben (1958, 1961) – zu dominant war in jenen Jahren der Konkurrent Stade de Reims.
Deshalb folgte Akesbi 1961 dem Angebot dieser damaligen „Übermannschaft“, den langzeitverletzten Just Fontaine zu ersetzen, und lief für die Rot-Weißen aus der Champagne auf. Das tat er in den folgenden zwei Jahren in gewohnter Zuverlässigkeit, wurde erneut zweit- bzw. drittbester Torschütze der Liga, und gleich im ersten Jahr war ihm dann auch endlich der Gewinn der Meisterschaft vergönnt. Dass er sich auch in Reims ohne Umstellungsprobleme zurechtfand, lag sicher zum einen an der Tatsache, dass er mit zahlreichen hochkarätigen Offensivspielern (Kopa, Piantoni, Vincent, Glovacki und Lucien Muller) zusammenspielen konnte, aber auch daran, dass mit Abdallah Azhar bereits ein marokkanischer Nationalstürmer zum Mannschaftskader gehörte.
War es bis 1963 für Hassan Akesbi immer nur bergauf gegangen, folgte in der Spielzeit 1963/64 ein tiefer Einschnitt. Die Erfolgsmannschaft war „in die Jahre gekommen“, ihr langjähriger Trainer Albert Batteux musste den Verein vor Saisonbeginn verlassen, der Nachfolger Camille Cottin experimentierte mit ständig neuen Aufstellungen und beschleunigte damit den Sturz des Vereins in den Tabellenkeller noch. Auch der Mittelstürmer blieb hinter seinen Möglichkeiten zurück (nur zwei Tore in 12 Begegnungen) und wurde im Winter an die AS Monaco ausgeliehen. Dort kam er elfmal zum Einsatz (sechs Treffer), wurde wiederum Vizemeister, wollte aber unbedingt zu Stade de Reims zurück, obwohl der Verein tatsächlich in die Division 2 abgestiegen war. 1964/65 brachte er es dort noch auf 11 Tore, wechselte danach zu FUS Rabat und beendete 1970 verletzungsbedingt seine Karriere.

### Stationen
- Sevilliana Tanger
- FUS de Rabat (1952–1955)
- Olympique Nîmes (1955–1961)
- Stade de Reims (1961 bis Dezember 1963 und 1964/65)
- AS Monaco (Januar bis Juni 1964)
- FUS de Rabat (1965–1970)

## Der Nationalspieler
Hassan Akesbi bestritt eine bisher nicht exakt zu ermittelnde Anzahl von Länderspielen für die Marokkanische Fußballnationalmannschaft, und zwar mindestens zwischen 1960 und 1970. 1961 gehörte er zu der Mannschaft, die in der Qualifikation zur WM in Chile als Afrika-Sieger zusätzlich noch gegen Spanien antreten musste und sich mit 0:1 und 2:3 sehr achtbar aus der Affäre zog. Er hatte auch maßgeblich dazu beigetragen, dass sich Marokko als erstes Land Afrikas für die Fußball-Weltmeisterschaft 1970 qualifizierte, musste aber wegen einer Verletzung auf die Reise nach Mexiko verzichten. Hassan Akesbi gilt neben Larbi Ben Barek als einer der größten Spieler seines Landes.

## Nach der Zeit als Spieler
Akesbi arbeitete nach 1970 als Trainer, unter anderem bei FUS Rabat, Hassania US Agadir und Ittihad Zemmouris Khémisset (Marokko). Auch hierfür ist eine lückenlose Dokumentation seiner Arbeit schwierig. Bis zur Entscheidung der FIFA (2004) war er einer der Botschafter, die Marokkos Kandidatur für die Ausrichtung der WM 2010 befördern sollten.

## Palmarès
- Französischer Meister: 1962 (und Vizemeister 1958, 1959, 1960 mit Nîmes, 1963 mit Reims sowie 1964 mit Monaco)
- Französischer Pokalsieger: Fehlanzeige (aber Finalist 1958, 1961)
- Europapokal der Landesmeister: Teilnahme 1962/63
- 293 Spiele und 173 Tore in der Division 1, davon 204/119 für Nîmes, 78/48 für Reims, 11/6 für Monaco
- Platz 11 auf der Liste der erfolgreichsten Torschützen aller Zeiten in Frankreich; zweimal zweitbester Saisontorschütze (1959 bei Nîmes und 1962 bei Reims)
- Nationalspieler für Marokko